# Margaret Hodge
Margaret Hodge, née Oppenheimer le 8 septembre 1944, est une femme politique britannique du parti travailliste qui est députée pour Barking de 1994 à 2024. Auparavant, elle dirige le conseil d'arrondissement d'Islington. Elle occupe plusieurs postes ministériels et est présidente du Comité des comptes publics. 
Elle est conseillère du conseil d'Islington de 1973 à 1994, présidente du comité du logement, puis chef du conseil de 1982 à 1992. 
Elle est élue au Parlement lors d'une élection partielle de 1994. Elle est nommée ministre adjointe des personnes handicapées en 1998 et promue ministre des universités en 2001, devenant par la suite la première ministre des enfants en 2003, rejoignant le Conseil privé. En 2005, elle devient ministre d'État au ministère du Travail et des Pensions, principalement responsable de l'emploi. En 2007, elle est reconduite dans ses fonctions de ministre d'État au ministère de la Culture qu'elle occupe, avec une pause, jusqu'à ce que le parti travailliste quitte le gouvernement après les élections générales de 2010 au Royaume-Uni.
Elle entre à la chambre des lords en 2024.

## Jeunesse
Margaret Eve Oppenheimer est née le 8 septembre 1944 au Caire, en Égypte, de parents réfugiés juifs, Hans Oppenheimer (1908–1985) et de son épouse Lisbeth Hollitscher. Hans Oppenheimer quitte Stuttgart en Allemagne dans les années 1930 pour rejoindre le commerce des métaux de son oncle basé au Caire et à Alexandrie, où il rencontre sa compatriote émigrée autrichienne, Lisbeth Hollitscher. Mariés en 1936, Hans et Lisbeth ont cinq enfants: quatre filles et un garçon. 
Au début de la Seconde Guerre mondiale, le couple et leur fille aînée deviennent apatrides, bloqués dans le royaume d'Égypte pendant toute la durée de la guerre. Ils décident de quitter l'Égypte en 1948, craignant la montée de l'antisémitisme au Moyen-Orient pendant la guerre israélo-arabe de 1948. La famille s'installe à Orpington, à Londres, où les Oppenheimers fondent leur société familiale de négoce d'acier, Stemcor. C'est l'une des plus grandes entreprises sidérurgiques privées au monde, avec un chiffre d'affaires annuel de plus de 6 milliards de livres sterling en 2011. Elle en est une importante actionnaire. Stemcor est dirigée par son frère, Ralph, jusqu'en septembre 2013. 
Quand elle a dix ans, en 1954, sa mère meurt d'un cancer de l'estomac. Elle fréquente l'école secondaire Bromley, puis Oxford High School en tant que pensionnaire. Elle continue à étudier à la London School of Economics, obtenant un diplôme de troisième classe en science politique en 1966. 

## Début de carrière
De 1966 à 1973, elle travaille chez Unilever pour les études de marché et assure les relations publiques chez Weber Shandwick. De 1992 à 1994, elle est consultante principale chez PricewaterhouseCoopers. 

## Conseil d'Islington
Elle est élue pour la première fois comme conseiller pour le London Borough of Islington lors d'une élection partielle en 1973, représentant le quartier de Barnsbury. Elle devient rapidement présidente du comité du logement. Il s'agit d'un poste important dans une autorité locale qui possède l'une des pires statistiques sur le logement à Londres au cours d'une période où les arrondissements de Londres devaient être des fournisseurs et des gestionnaires de logements. Elle supervise la poursuite d'un vaste programme de logements neufs. Il y a un changement d'accent sur la remise à neuf de bâtiments anciens sains (Charteris Road, Alexander Road areas), en réponse à un article publié par le Islington Housing Action Group. 
Le parti travailliste d'Islington est gravement touché par la défection des membres et des élus du parti social-démocrate. Elle devient chef de conseil en 1982, un poste qu'elle occupe jusqu'en 1992. Elle est nommée MBE en 1978. Aux élections du conseil de cette année-là, elle est élue pour le quartier Thornhill, avant de représenter à nouveau Barnsbury aux élections de 1982 et déménage au quartier Sussex aux élections de 1986. Elle se retire du conseil aux élections de 1994. 

### Controverse sur la maltraitance des enfants
La fin du mandat de Hodge au conseil d'Islington, avant son entrée au Parlement, est entachée par l'émergence de graves allégations de maltraitance d'enfants dans les foyers pour enfants gérés par le Conseil à Islington. Elle s'est excusée à plusieurs reprises depuis l'émergence du scandale dans les années 1980 qui a lieu pendant son mandat au conseil et elle reconnait en 2014 une « naïveté honteuse » en ignorant les plaintes des victimes de pédophiles. 
En 1985, Demetrios Panton écrit au conseil d'Islington pour se plaindre des mauvais traitements subis au cours des années 1970 et 1980. Il reçoit une réponse officielle en 1989, dans laquelle le Conseil nie toute responsabilité. En 1990, Liz Davies, une travailleuse sociale chevronnée employée par l'arrondissement avec son directeur, David Cofie, fait part de ses préoccupations au sujet des sévices sexuels infligés aux enfants sous la garde du conseil d'Islington. La correspondance entre Hodge et le directeur des services sociaux de l'époque indique que Hodge a refusé une demande de ressources d'enquête supplémentaires. Au lieu de cela, l'enquête Cofie-Davies est rejetée par des fonctionnaires du conseil en mai 1990 après que la police ait déclaré n'avoir trouvé que des preuves insuffisantes d'abus; malgré cela, les deux assistantes sociales poursuivent leurs enquêtes. 
En 1992, le Evening Standard recommence à signaler des allégations d'abus dans les maisons de soins d'Islington. Son rapport initial est présenté par Hodge comme une "pièce sensationnaliste de journalisme de gouttière", bien qu'elle se soit excusée depuis, affirmant que ses fonctionnaires lui avaient donné de fausses informations. En 1995, le "Rapport blanc" sur les abus sexuels dans les maisons de soins d'Islington confirme que le Conseil n'a pas enquêté de manière adéquate sur les allégations, affirmant que son interprétation doctrinaire de l'Égalité des chances avait créé un climat de peur d'être qualifié d'homophobe. 
En 2003, à la suite de la nomination de Hodge au poste de ministre de l'Enfance, Panton rend publiques ses allégations selon lesquelles il a fait l'objet de sévices dans les soins du Conseil d'Islington et que, bien qu'il ait soulevé la question à plusieurs reprises, il a été ignoré. Il identifie la complaisance de Hodge comme étant ultimement responsable des mauvais traitements qu'il aurait subis. Liz Davies rend simultanément publiques les préoccupations qu'elle a précédemment soulevées lorsqu'elle travaillait pour le Conseil. À la suite d'une campagne médiatique de plusieurs journaux nationaux appelant à la démission de Hodge de son nouveau poste, elle écrit à Panton, s'excusant de le qualifier de "personne extrêmement perturbée" dans une lettre antérieure au président de la BBC, Gavyn Davies, qui a été diffusée sur le programme Today de Radio 4. Le 19 novembre 2003, l'avocat de Lady Hodge présente des excuses officielles à Panton devant la High Court accompagnée d'un règlement financier de 30 000 £,. 
En avril 2014, le secrétaire à l'Éducation, Michael Gove, ouvre des enquêtes sur 21 foyers pour enfants à l'échelle nationale, où de nouvelles preuves suggèrent que Jimmy Savile pouvait avoir abusé de jeunes, dont un à Islington pendant la période où Hodge était en poste. Cela incite Hodge à présenter de nouvelles excuses déclarant que "notre naïveté était honteuse",. L'enquête n'aboutit à aucune conclusion ferme.

## Carrière parlementaire
Elle est député travailliste de Barking depuis l'élection partielle du 9 juin 1994 à la suite du décès de Jo Richardson. Alors qu'elle est encore nouvelle députée, elle approuve la candidature de Tony Blair, un ancien voisin d'Islington, à la direction du Labour Party, après la mort subite de John Smith d'une crise cardiaque. En 2017, elle est réélue une majorité de 21 608 voix. 

### Postes ministériels
Elle est nommée ministre adjointe des personnes handicapées en 1998 et est promue ministre des universités en 2001, à ce titre, elle pilote la loi controversée sur l'enseignement supérieur de 2004, restant en fonction jusqu'en 2003, date à laquelle elle devient la première ministre de l'Enfance. Elle prête serment au Conseil privé le 22 juin 2003. 
En 2003, elle est nommée ministre de l'Enfance, qui comprend la responsabilité de l'éducation spéciale, de l'éducation de la petite enfance et de la garde d'enfants, de l'unité des jeunes, de la grossesse chez les adolescentes, de l'unité des politiques familiales et de la responsabilité générale de la protection de l'enfance. 
En 2005, elle devient ministre d'État au ministère du Travail et des Pensions avec la responsabilité principale de l'emploi. 
Le 27 juin 2007, elle est nommée ministre d'État au ministère de la Culture par le nouveau Premier ministre Gordon Brown. En tant que ministre d'État à la Culture, aux Industries créatives et au Tourisme, elle critique rapidement le plus grand festival de musique classique de Grande-Bretagne, The Proms, pour ne pas être suffisamment inclusif, louant plutôt des émissions de télévision populaires telles que Coronation Street. À la suite du remaniement ministériel du 3 octobre 2008, elle quitte temporairement le gouvernement pour des raisons familiales et est temporairement remplacée au poste de ministre d'État par Barbara Follett. Elle est reconduite dans ses fonctions de ministre d'État responsable de la Culture et du Tourisme le 22 septembre 2009. 
Elle est créée baronne Hodge de Barking et entre à la chambre des lords le 14 août 2024.

### Barking et le BNP
En avril 2006, elle commente dans une interview dans le Sunday Telegraph que 80% électeurs des blancs de la classe ouvrière dans sa circonscription pourraient être tentés de voter pour le Parti national britannique (BNP) aux élections locales de mai 2006 parce que « personne d'autre les écoute "sur leurs préoccupations concernant le chômage, les prix élevés des logements et le logement des demandeurs d'asile dans la région. Elle déclare que le Parti travailliste doit promouvoir « très fortement les avantages de la nouvelle société multiraciale riche qui fait partie de cette partie de Londres pour moi ». Ses propos sont largement médiatisés et elle est vivement critiquée pour avoir fait de la publicité au BNP. Le BNP obtient onze sièges au conseil lors des élections de 2006 sur un total de 51, ce qui en fait le deuxième parti en importance.  
Dans The Observer du 20 mai 2007  Hodge fait valoir que les familles établies devraient avoir la priorité dans l'attribution de logements sociaux aux nouveaux migrants économiques, déclarant que « nous devrions examiner les politiques où le sentiment légitime de droit ressenti par la famille autochtone l'emporte sur le besoin légitime démontré par les nouveaux migrants ». Ses commentaires sont condamnés par le Conseil des réfugiés et d'autres organes représentatifs. 
En novembre 2009, le chef du BNP, Nick Griffin, annonce son intention de se présenter pour le siège de Barking lors des Élections générales britanniques de 2010. Malgré la position des syndicats, Hodge est la candidate travailliste et est réélue comme députée, doublant sa majorité, tandis que Griffin termine à la troisième place derrière les conservateurs. Le BNP perd tous ses sièges au conseil lors des élections de 2010. 

### Comité des comptes publics
Elle est élue par les députés au poste de présidente de la Commission des comptes publics le 10 juin 2010 lors du cinquième tour de scrutin au moyen du système de vote unique transférable. Selon Peter Riddell, sous la direction de Hodge, le PAC a tenu les fonctionnaires responsables de leurs actes selon une procédure contraire à la pratique établie. Gus O'Donnell, alors chef de la fonction publique, l'accuse d'avoir présidé un "exercice théâtral d'humiliation publique" tandis qu'Alan Duncan l'accuse d'être "abusive et intimidante" envers Rona Fairhead. 
L'entreprise familiale des Oppenheimers, Stemcor, fondée par le père de Hodge, Hans Oppenheimer, est dirigée par son frère, Ralph, jusqu'en septembre 2013. En novembre 2012, Helia Ebrahimi, du The Daily Telegraph soulève la question de l'aptitude de Hodge à être présidente du Comité des comptes publics, indiquant que la société de sa famille « ne paie que la taxe 0.01pc sur 2,1 milliards de £ d'affaires généré au Royaume - Uni ". Cela conduit à une enquête sur les dispositions fiscales d'un certain nombre de sociétés américaines opérant au Royaume-Uni. En avril 2015, The Times rapporte que Hodge a profité de la fermeture en 2011 d'une fondation liechtensteinoise qui détenait des actions de Stemcor, en utilisant le Liechtenstein Disclosure Facility, un moyen légal de restituer au Royaume-Uni des actifs non divulgués avec des pénalités réduites. En conséquence, Hodge a gagné 96 000 actions d'une valeur de 1 500 000 £. Elle déclare qu'elle n'a joué aucun rôle dans l'administration ou l'établissement du programme. Elle explique : « Tout ce que je pouvais faire en tant qu'actionnaire dans une société que je ne dirigeais pas et sur laquelle je n'avais aucune influence ni contrôle, était de m'assurer que toutes les actions que je détenais étaient au-dessus des frontières et que je payais l'intégralité des taxes applicables. Chaque fois que je recevais un avantage de la société, cela arrivait ». 
Peu de temps après la défaite de Labour aux Élections générales britanniques de 2015, elle ne se représente pas au Comité des comptes publics et est remplacée à la présidence en juin 2015 par Meg Hillier. Depuis, elle a écrit un livre sur son mandat à titre de présidente du Comité des comptes publics intitulé Appelé à rendre des comptes. 

### Examen du projet Garden Bridge
En septembre 2016, le maire de Londres Sadiq Khan demande à Hodge de rendre un rapport sur le projet Garden Bridge. Elle est chargée de se pencher sur l'emploi de 60 000 000 £ d'argent public, ainsi que de vérifier si les normes de transparence sont respectées par les organismes publics. En avril 2017, elle recommande d'accepter la perte financière, pour le contribuable, résultant de l'annulation du projet plutôt que de risquer les coûts supplémentaires incertains pour les fonds publics si le projet se poursuit». Le rapport révèle que les décisions sur le pont Garden étaient davantage dictées par les cycles électoraux que par la bonne utilisation de l'argent des contribuables et qu'il n'y avait pas de processus ouvert, équitable et concurrentiel autour de deux marchés publics. En réponse, le correspondant des transports de la BBC, Tom Edwards, déclare que « je ne me souviens pas avoir lu un rapport aussi accablant sur un projet de transport ». 
En juin 2017, Andrew Boff, membre conservateur de l'Assemblée de Londres, critique le rapport de Margaret Hodge sur le Garden Bridge et affirme qu'elle a enfreint les règles parlementaires lors de ses recherches. En décembre 2017, la commission parlementaire des normes constate que Hodge a enfreint le code de conduite des députés. Le code stipule que les députés ne devraient utiliser les ressources publiques que "à l'appui des fonctions parlementaires". Le comité juge que, parce que l'examen a été commandé par un organisme extérieur, il n'avait pas été effectué dans le cadre des activités parlementaires de Hodge. Le comité recommande à Hodge de présenter des excuses à la Chambre des communes , ce qu'elle fait. Hodge a par la suite remboursé 2,97 £, ce qui représente le coût de la papeterie de la Chambre des communes, après que le rapport du Comité ait conclu qu'elle n'aurait pas dû utiliser les ressources parlementaires pour son rapport. En réponse aux conclusions de l'enquête de la commission parlementaire des normes, Andrew Boff déclare que les conclusions de la commission laissent "un goût amer", et affirme qu'il a du mal à croire que [Hodge] n'était pas au courant des règles.". 

### Prises de positions
Lors d'un discours liminaire prononcé le 26 novembre 2004 à l'Institute for Public Policy Research, Hodge défend le concept d'une plus grande réglementation étatique des choix des individus, affirmant seulement que « certains peuvent l'appeler l'État nounou mais j'appelle cela une force pour de bon ».
Le 17 novembre 2006, le Islington Tribune rapporte que Hodge décrit la Guerre d'Irak comme une « grosse erreur dans les affaires étrangères ». Cette position, relayée par BBC News, semble mettre en doute la confiance de Hodge dans la politique étrangère de Tony Blair depuis 1998. Un porte-parole de Downing Street répond en soulignant que « Margaret Hodge a voté pour une action militaire en Irak. Depuis lors, elle a toujours parlé en sa faveur ». 
Lors des élections à la direction du Parti travailliste en 2015, elle soutient Liz Kendall. 
En juin 2016, avec Ann Coffey, elle appelle à une motion de censure envers le chef du parti Jeremy Corbyn. Le mois suivant, elle soutient Owen Smith aux élections à la direction du Parti travailliste (Royaume-Uni) en 2016. 

#### L'antisémitisme au parti travailliste
En juillet 2018, le Comité exécutif national (NEC) adopte un code de conduite sur l'antisémitisme qui est basé sur la définition de travail de l'IHRA tout en omettant ou en modifiant des exemples d'antisémitisme, notamment en définissant comment la critique d'Israël peut être antisémite. Hodge déclare par la suite que le refus du Labour d'adopter l'ensemble complet d'exemples non modifiés à des fins disciplinaires « faisait du parti un environnement hostile pour les Juifs. Il a choisi d'enchâsser l'antisémitisme ». Après l'adoption du nouveau code, Hodge attaque le leader travailliste Jeremy Corbyn au Parlement et le traite de "putain d'antisémite et de raciste". Le Parti ouvre une enquête disciplinaire sur l'incident. L'enquête est clôturée par crainte que les députés ne démissionnent si elle se poursuivait. Un porte-parole du parti travailliste déclare que Hodge "exprimait son regret" pour ses remarques: cependant, elle déclare qu'il n'y a "aucune excuse de chaque côté" et que la perspective d'une enquête lui a fait penser à « ce que c'était que d'être juive en Allemagne dans les années 1930 », une remarque décrite par un commentateur comme "absurde" et "grotesque". 
En mars 2019, Hodge fait un enregistrement secret d'une réunion qu'elle a eue avec Corbyn. L'enregistrement est ensuite transmis au Sunday Times qui publie des extraits. Dans l'enregistrement, Corbyn déclare que certaines preuves de plaintes étaient égarées, ignorées ou non utilisées, c'est pourquoi il a demandé à Charles Falconer de revoir le processus. Corbyn écrit ensuite à Hodge pour lui faire part de sa déception face à ce qu'il considère « comme une violation totale de la confiance et de la vie privée ».  
En juin 2019, Hodge condamnéela réintégration de Chris Williamson, qui a fait l'objet d'une enquête pour ses commentaires sur l'antisémitisme au sein du Labour Party.

## Rôles non politiques
Depuis novembre 2018, parallèlement à son activité de député, elle est présidente du conseil de Royal Holloway, Université de Londres, après que le Conseil privé ait consenti à ce que le poste soit rémunéré,. Elle perçoit à ce titre 20 000 livres par an. 

## Vie privée
Elle se décrit comme une juive laïque mais son origine religieuse est « ce qui me définit». Elle épouse Andrew Watson en 1968; le couple a un fils et une fille, Lizzi Watson, un journaliste de la BBC qui est nommé rédactrice en chef adjointe de BBC News à 18 heures et 22 heures en février 2018. Ils divorcent en 1978 et la même année, elle épouse Henry Hodge, par qui elle a deux autres filles. Il est un avocat et est nommé juge à la Haute Cour en 2004. Il est décédé en 2009. 
Elle est nommée membre de l'ordre de l'Empire britannique (MBE) en 1978, et promue dame commandeur de l'ordre de l'Empire britannique (DBE) dans la liste des honneurs de la dissolution du 27 août 2015. 